# Вилла дель Принчипе
Вилла дель Принчипе, Палаццо дель Принчипе, или Палаццо-ди-Андреа Дориа в Фассоло (итал. La Villa del Principe, Palazzo del Principe, Palazzo di Andrea Doria a Fassolo) — одна из главных исторических вилл Генуи, построенная в XVI веке на территории, которая в то время находилась за пределами городских стен. Частная резиденция генуэзского принца-адмирала Андреа Дориа, который принимал там государей и дипломатов всех стран (итал. рrincipe — государь, князь, принц). Вилла не была зарегистрирована в списках как Палацци-деи-Ролли Генуэзской Республики, поскольку это была пригородная вилла, а не городской дворец.

## История виллы

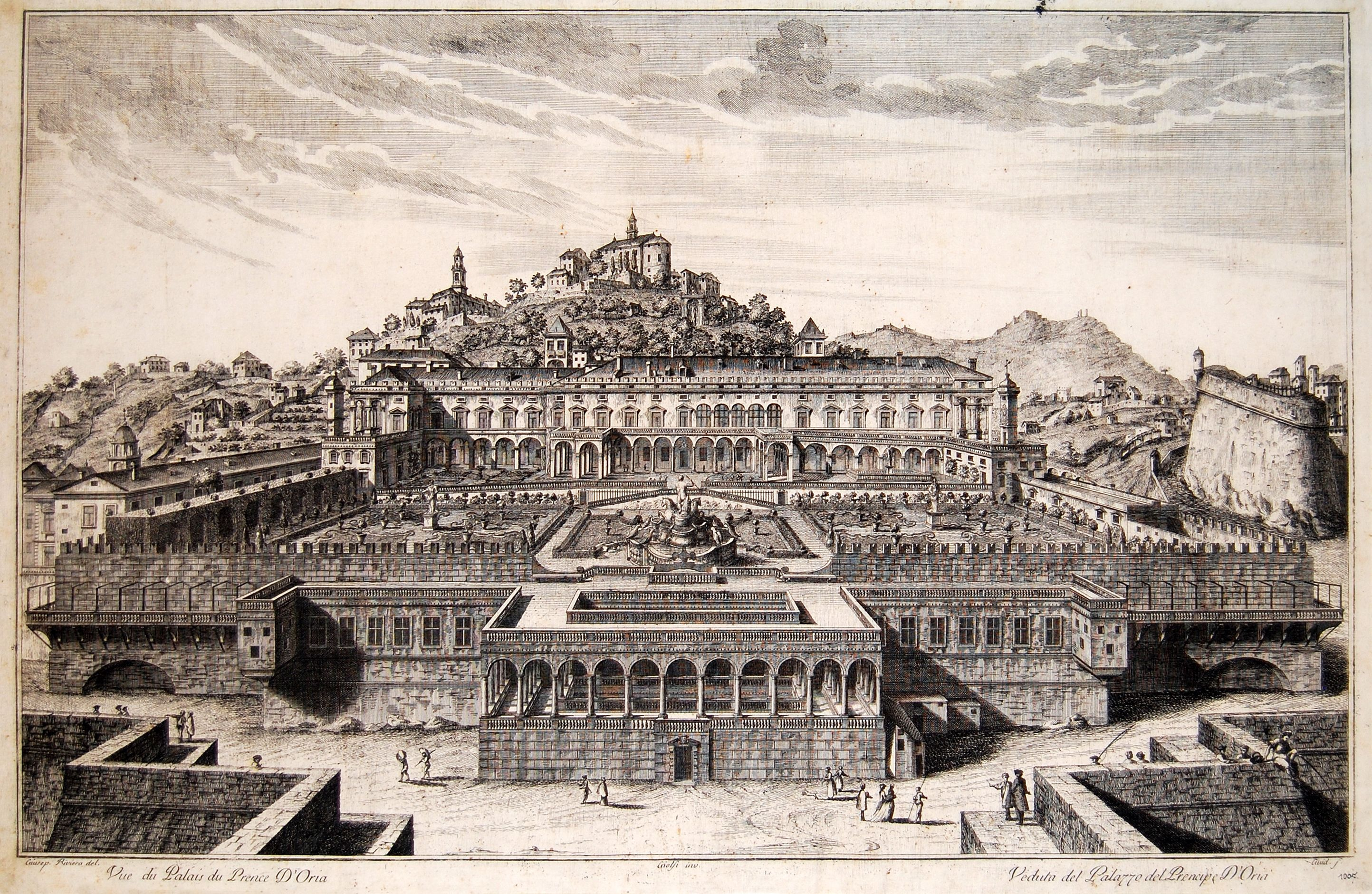
Вид дворца Дориа в Фасоло. Гравюра 1769 г.

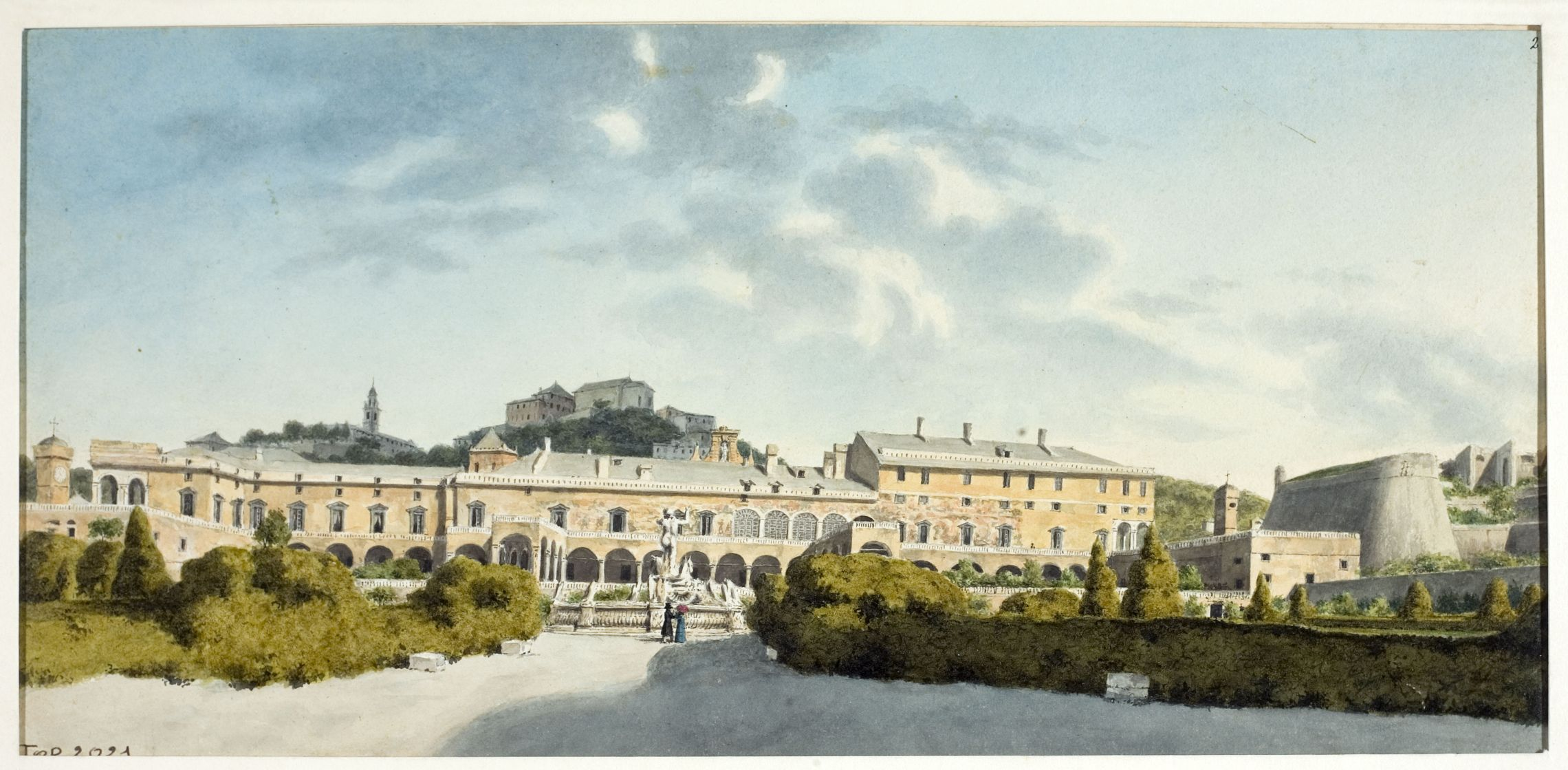
Вид виллы Дориа в Фасоло. Акварель Л. Гариббо. До 1825 г.

Андреа Дориа, видный аристократ и адмирал Генуэзской республики, в 1528 году выставил тринадцать галер перед портом Генуи, тогда находившейся под французской оккупацией, блокируя город и высадив группу вооруженных людей, изгнал французов. «Сойдя на берег и, удивив немало людей, он отказался от предложенного ему владения городом. Его интересовала не слава власти, — говорил он, — а только независимость, гармония и процветание города. За этим преуменьшением, вероятно, скрывалась большая проницательность в сочетании со значительным знанием генуэзской политики».
Семья Дориа была связана с Генуей и церковью Сан-Маттео, как места захоронений членов семьи с момента её постройки в 1125 году. Андреа получил в дар от города дворец, но поселился вне города на вилле в Фассоло, где оставался до самой смерти. Ещё в 1521 году он купил виллу в Фассоло у семьи Ломеллини, которые, в свою очередь, приобрели её в 1498 году у семьи Реканелли.
Вилла была разрушена французами во время военных событий 1528 года, поэтому Андреа Дориа заказал её реконструкцию, после того как в 1529 году купил соседний дворец Джустинани Фурнето. Задачу взял на себя Перино Буонаккорси, известный как Перино дель Вага и последовавшие за ним художники, которых в Италии называли «рафаэлесками» (итал. raffaeleschi), завершившие работу в 1529—1533 годах. Два здания, хотя и были интегрированы, в ходе реконструкции остались рядом в качестве отдельных корпусов резиденции. После смерти Андреа Дориа Антонио Родерио расширил виллу за счёт строительства комнат в западной части. Работы продолжились в 1578 году со строительством Джованни Понциелло лоджий со стороны Генуэзского залива Лигурийского моря.
Вилла дель Принчипе в Фассоло, главная резиденция Андреа Дориа и его преемника Джованни Андреа, оставалась в центре политической, художественной и общественной жизни Генуи на протяжении всего XVI века. Исторические документы повествуют о приёмах королей и наследных принцев, празднествах на море, рыцарских турнирах в честь знатных гостей. В XIX веке на вилле останавливались Бонапарт, Виктор Эммануил II и Джузеппе Верди.
В 1854 году строительство железной дороги разрушило сад на севере, а строительство морского вокзала и расширение улицы Виа Адуа отодвинуло здание от побережья. С 2013 года Вилла дель Принчипе принадлежит итальянскому фонду Doria Pamphilj Trust, созданному по воле семьи.

## Архитектура и произведения искусства
Архитектура виллы характеризуется сложным планом и разнообразными фасадами. Северный фасад на улице Сан-Бенедетто закрытый и компактный, оживлён порталом, созданным Перино дель Вагой и Сильвио Козини, с гербом семьи Дориа и надписью «Fundavit eam Altissimus» (Всевышний основал). Южный фасад, обращённый к морю, отличается игрой лоджий и террас с особой асимметрией, создаваемой чередованием колоннад, террас и лоджий. Боковые галереи с мотивом серлианы появились позже и прибавили импозантности всей композиции.
Внутри вилла сохранила значительное живописное убранство. Комнаты обставлены мебелью XVII и XVIII веков и располагают обширной картинной галереей, включающей работы Себастьяно дель Пьомбо, Доменико Пиолы и Бронзино. Обширный цикл фресок и лепного декора на мифологические сюжеты выполнен Перино дель Вагой в манере, близкой работам Джулио Романо в мантуанском Палаццо дель Те. Там же работали Беккафуми и Порденоне.
Сюжеты фресок связаны с историей античной Греции и Рима, историей Александра Македонского (по мотивам «Романа об Александре»), прославлением аллегорий Добродетелей с намёком на добродетели Андреа Дориа и на его роль миротворца Генуи.
Вилла граничит с парком, который когда-то соединял её с частным причалом Андреа Дориа. Для снабжения его фонтанов водой выше по течению было создано искусственное озеро (Лагаччо), которое, ныне высохшее, до сих пор даёт название городскому району Лагаччо.
Архитектура Виллы дель Принчипи оказала значительное влияние на дальнейшее строительство загородных вилл и развитие садово-паркового искусства Северной Италии.

## Основные помещения виллы
- Апартаменты принца. Зал «Римского милосердия» (Sala della Carità Romana). Фрески Перино дель Вага
- Салон Падения гигантов (Salone della Caduta dei Giganti). Фрески Перино дель Вага на тему «Победы Олимпийских богов над гигантами» и шпалеры «арацци» на тему Истории Александра Македонского
- Комната Персея (Camera di Perseo). Фрески на тему история Персея и Ариадны
- Комната жертвоприношений (Camera dei sacrifici). Фрески Перино дель Вага на тему жертвоприношений языческим богам
- Комната Кадма (Camera di Cadmo). В люнетах представлена история Кадма, основателя Фив
- Комната Зодиака (Camera dello Zodiaco). Получила своё название от знаков зодиака, изображённых в люнетах
- Зал Париса (Sala di Paride). Изображены сцены на сюжет «Суда Париса»
- Зал Геркулеса (Sala di Ercole). Фрески Марчелло Спарцо на тему подвигов героя
- Зал Психеи (Sala di Psiche). Фрески на тему истории Амура и Психеи. Портрет Андреа Дориа в образе морского бога
- Зал Арахны (Sala di Aracne). Росписи секко Перино дель Вага на тему античного мифа об Арахне
- Зал Фаэтона (Sala di Fetonte). Росписи на тему мифа о Фаэтоне с гротесками
- Зал подношений (Sala del Tributo). Фрески Марчелло Спарцо из истории Фурио Камилло
- Зал Триумфа (Sala del Trionfo). Продолжения темы истории Фурио Камилло и портреты членов семьи Дориа
- Зал истории Прометея (Sala dei fatti di Prometeo). Фрески с историей наказания Прометея с продолжением в соседнем зале
- Золотая галерея (Galleria Aurea). Галерея с обилием позолоты в оформлении. Портреты членов семьи. Экспозиция мебели и произведений декоративно-прикладного искусства[8]

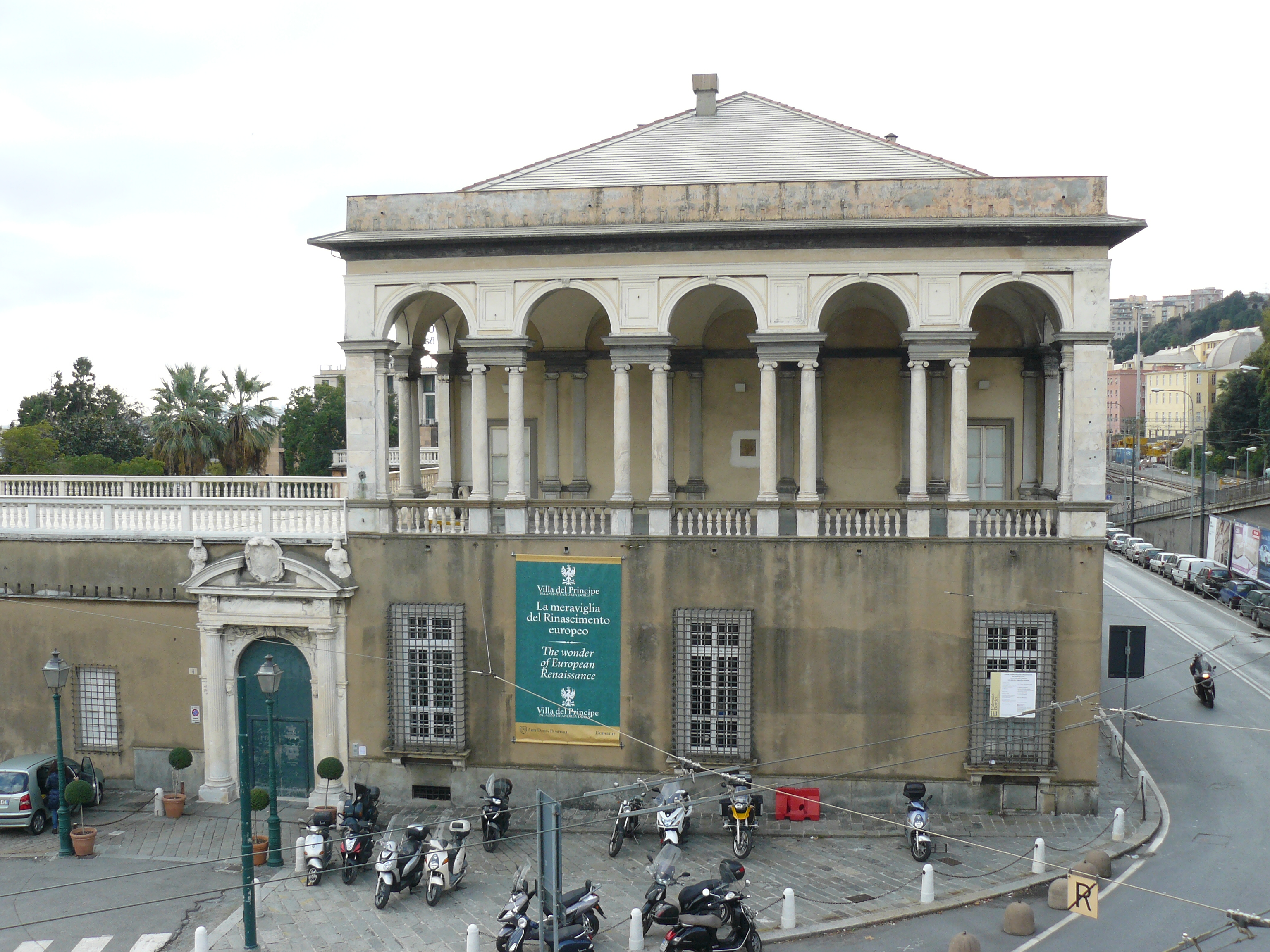
Лоджия и главный вход на виллу
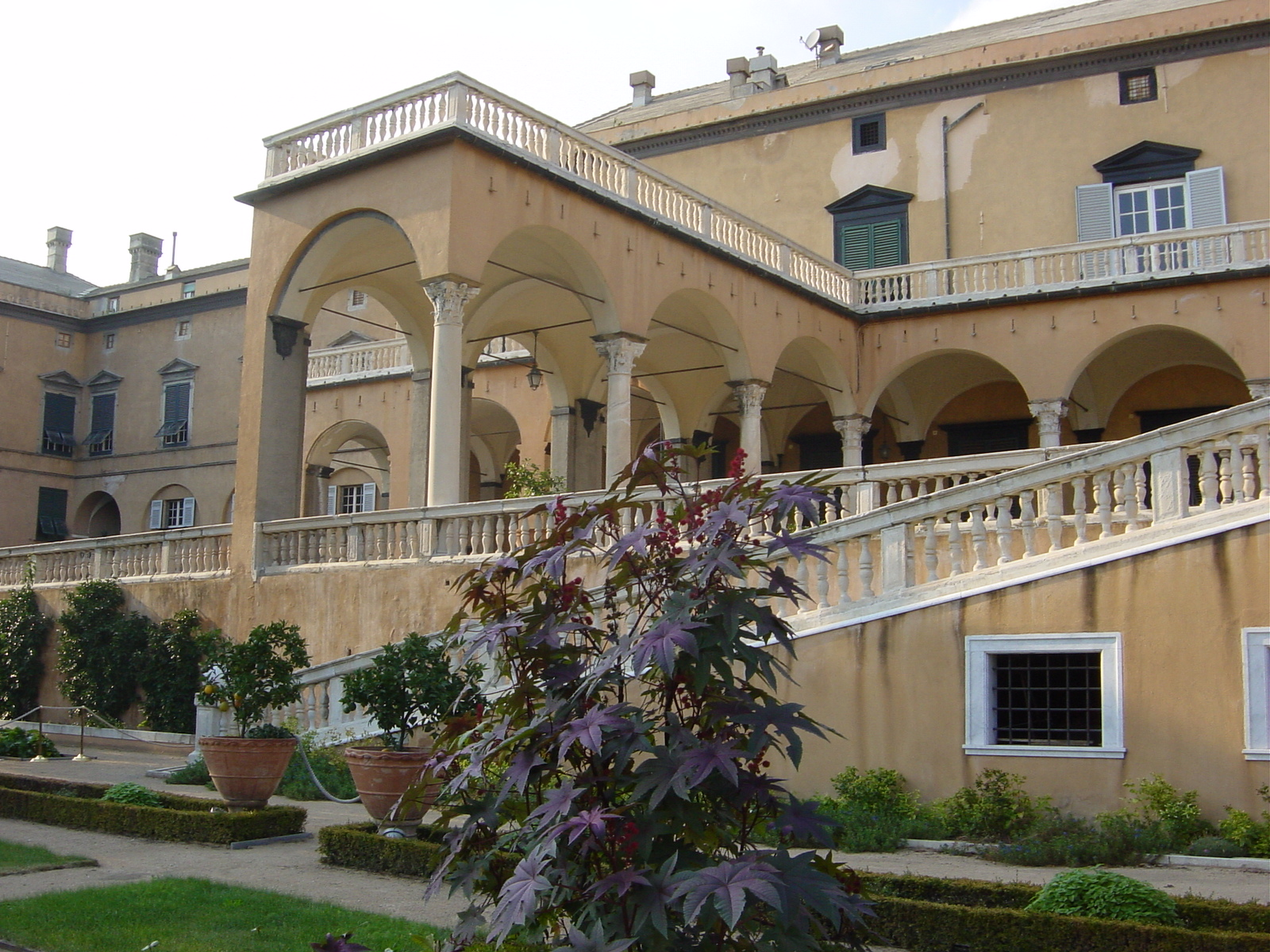
Фасад со стороны парка
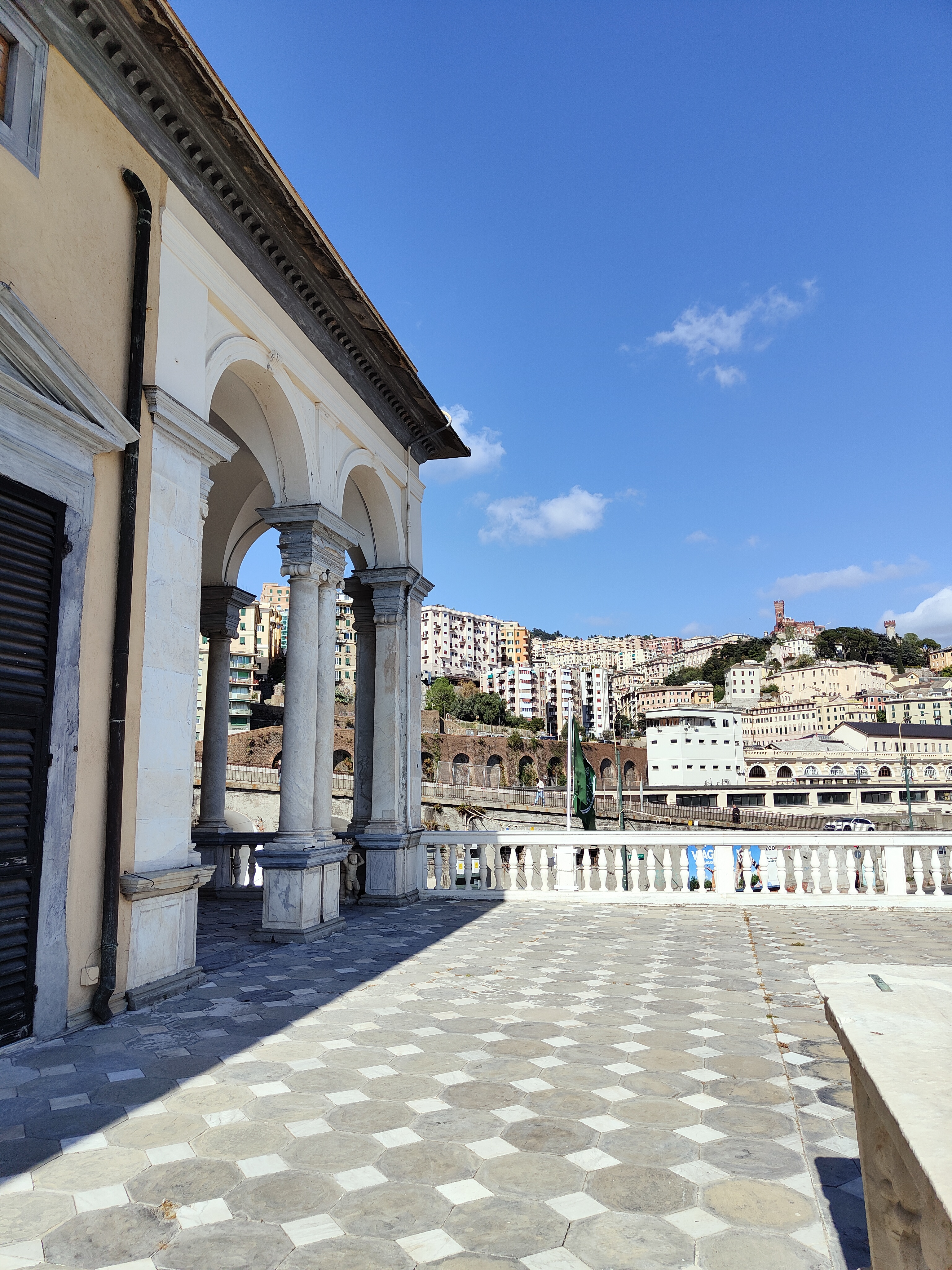
Лоджия террасы
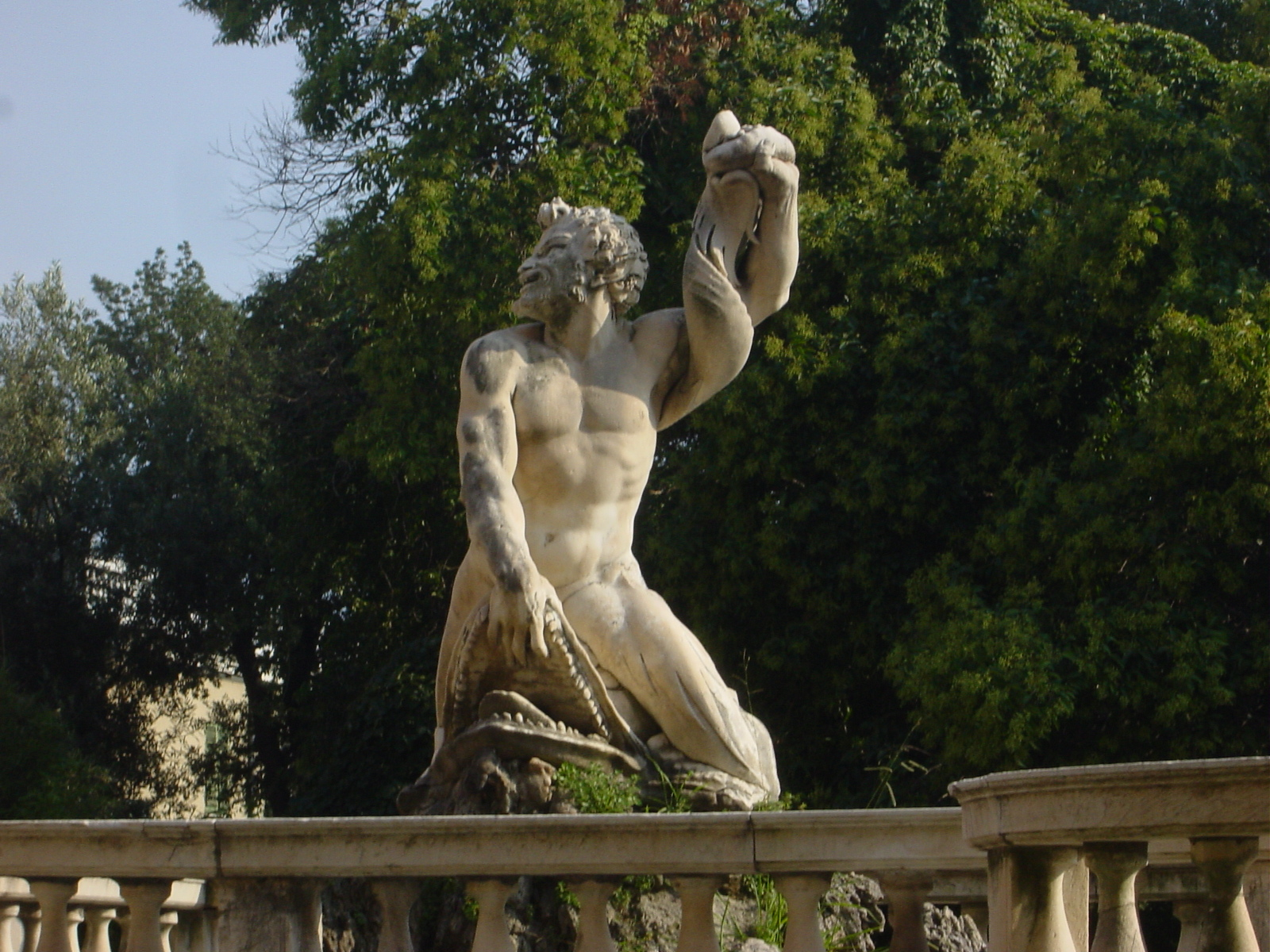
Скульптура Тритона
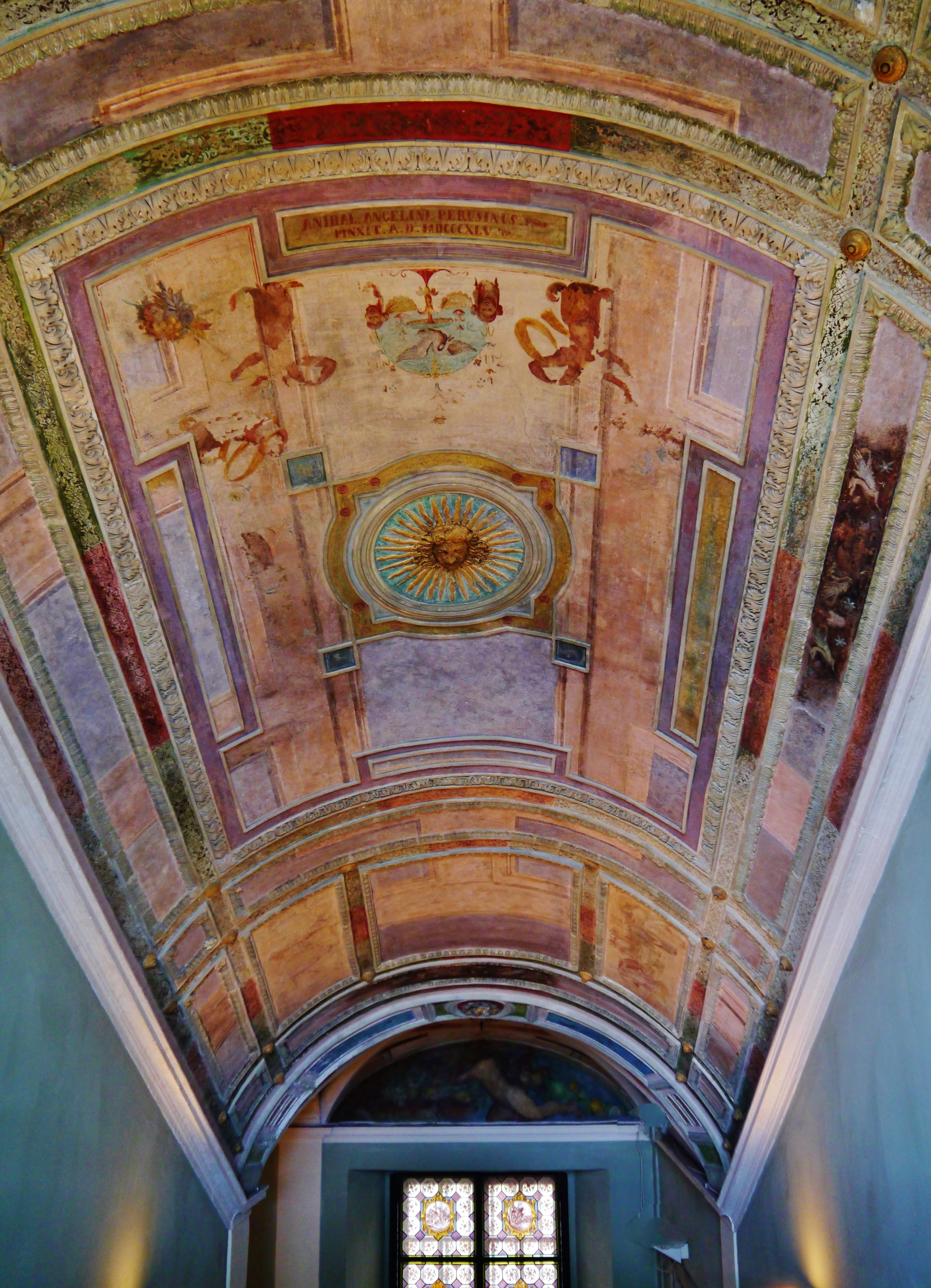
Роспись свода коридора
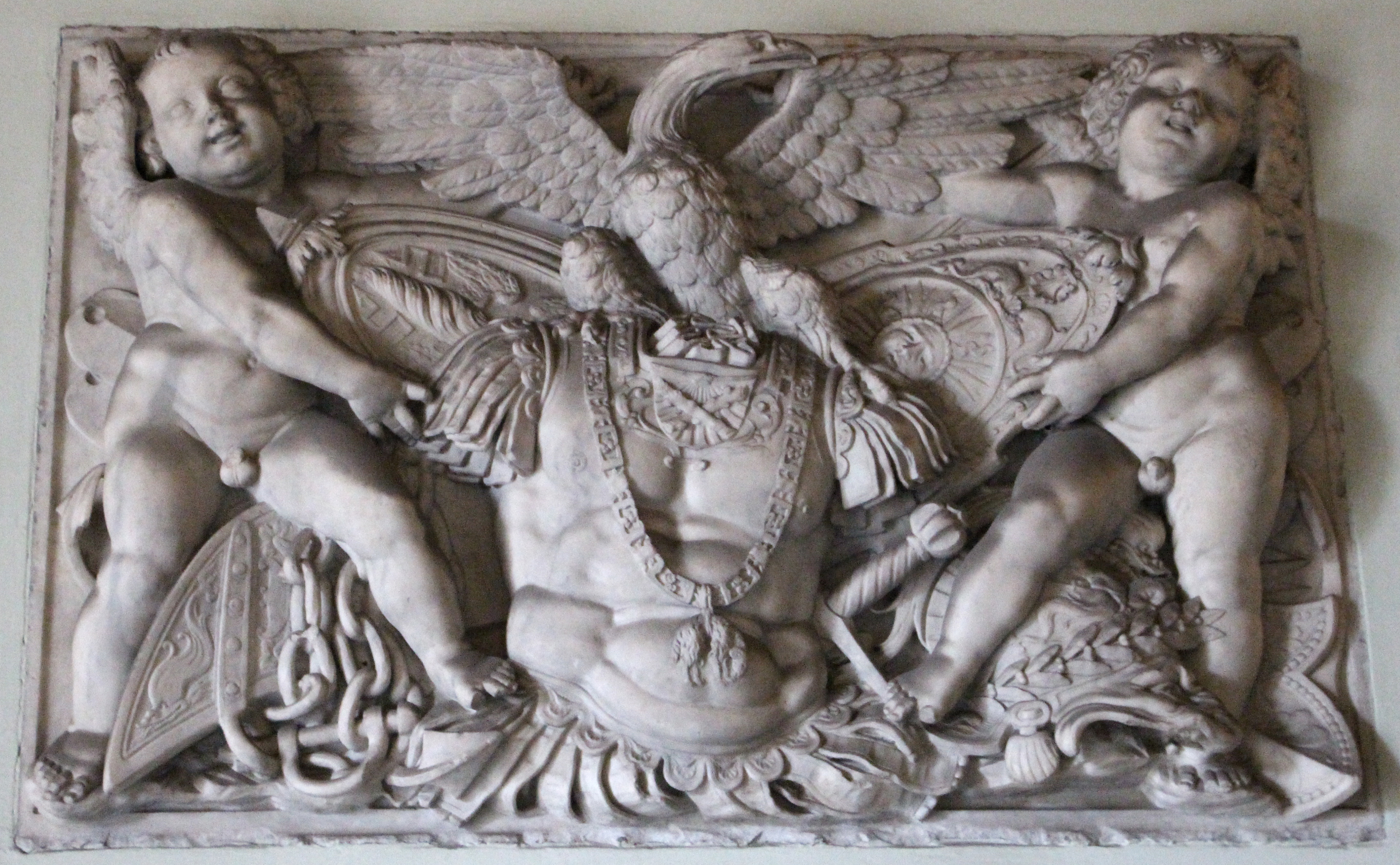
Дж. А. Монторсоли. Трофеи путти. Барельеф атриума
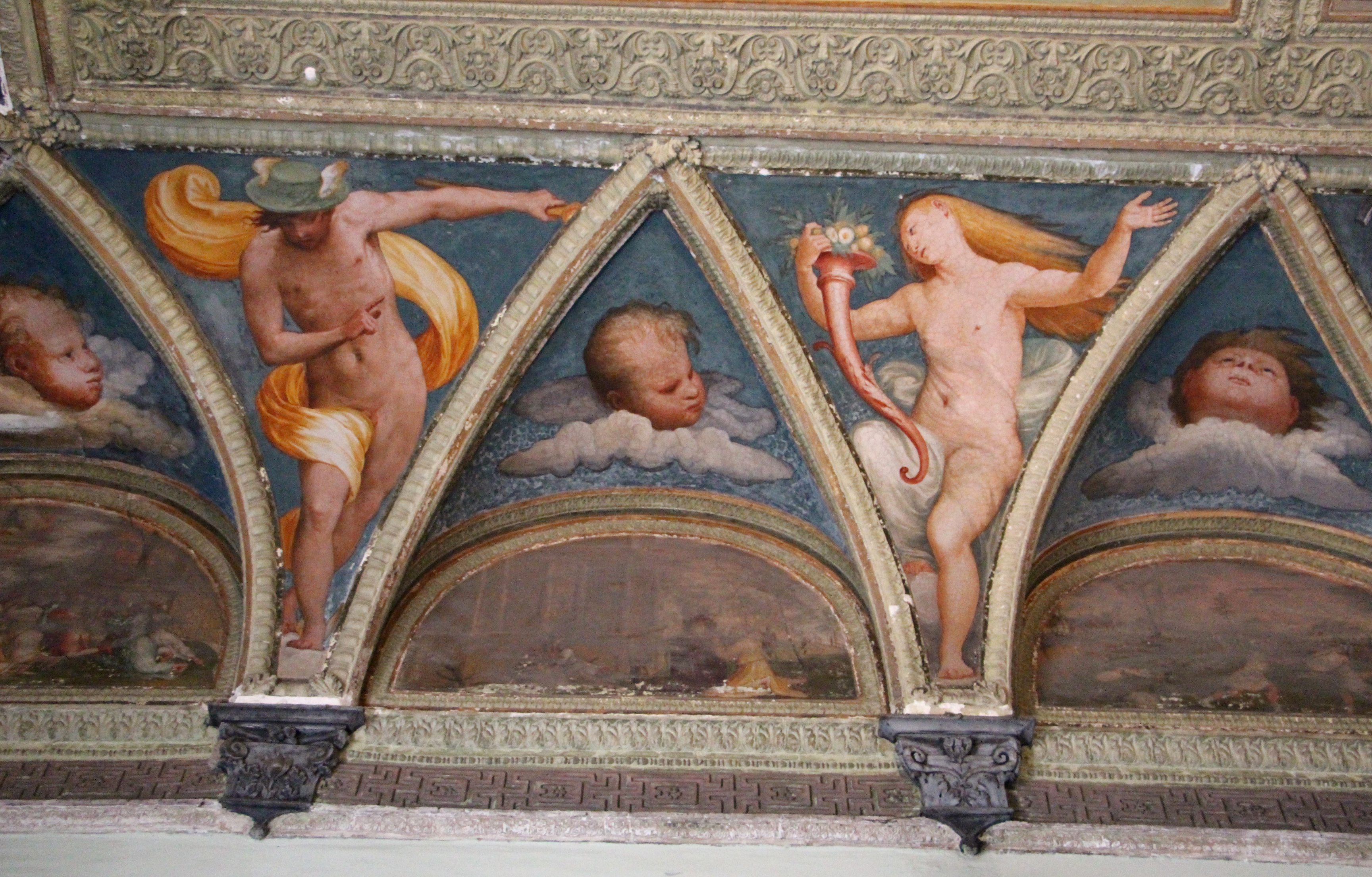
Перино дель Вага. Боги и ветры
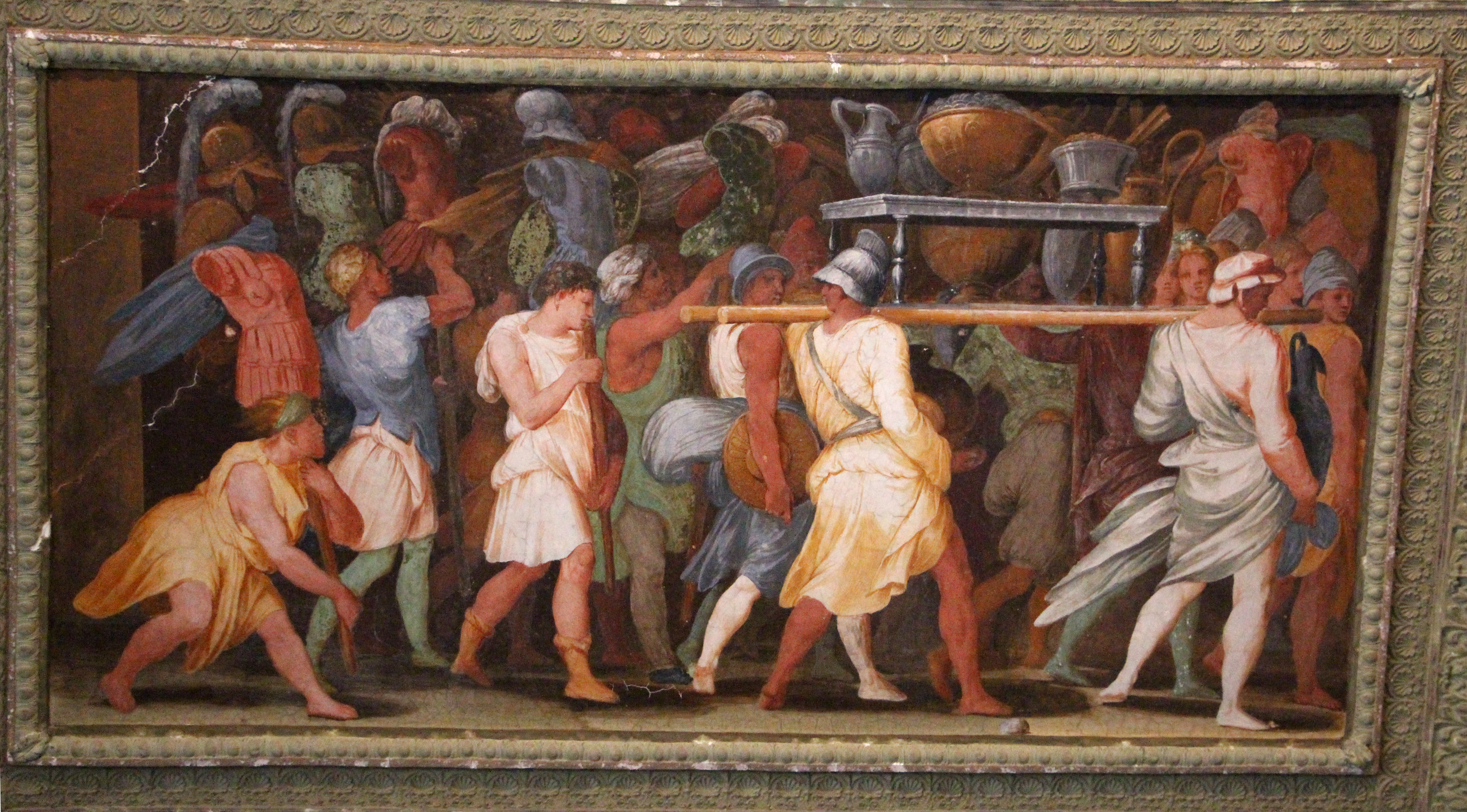
Перино дель Вага. Триумфы Древнего Рима. Деталь фрески
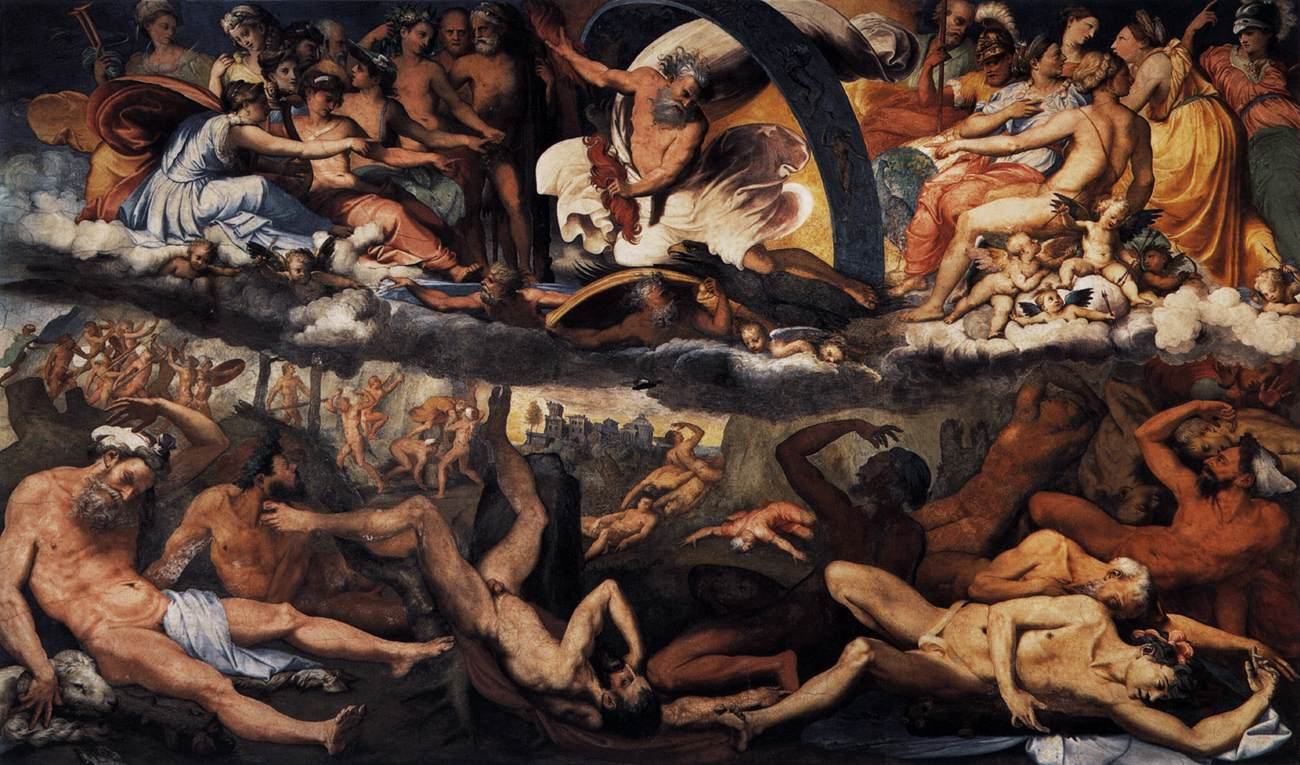
Перино дель Вага. Свержение гигантов. Между 1531 и 1533. Фреска плафона
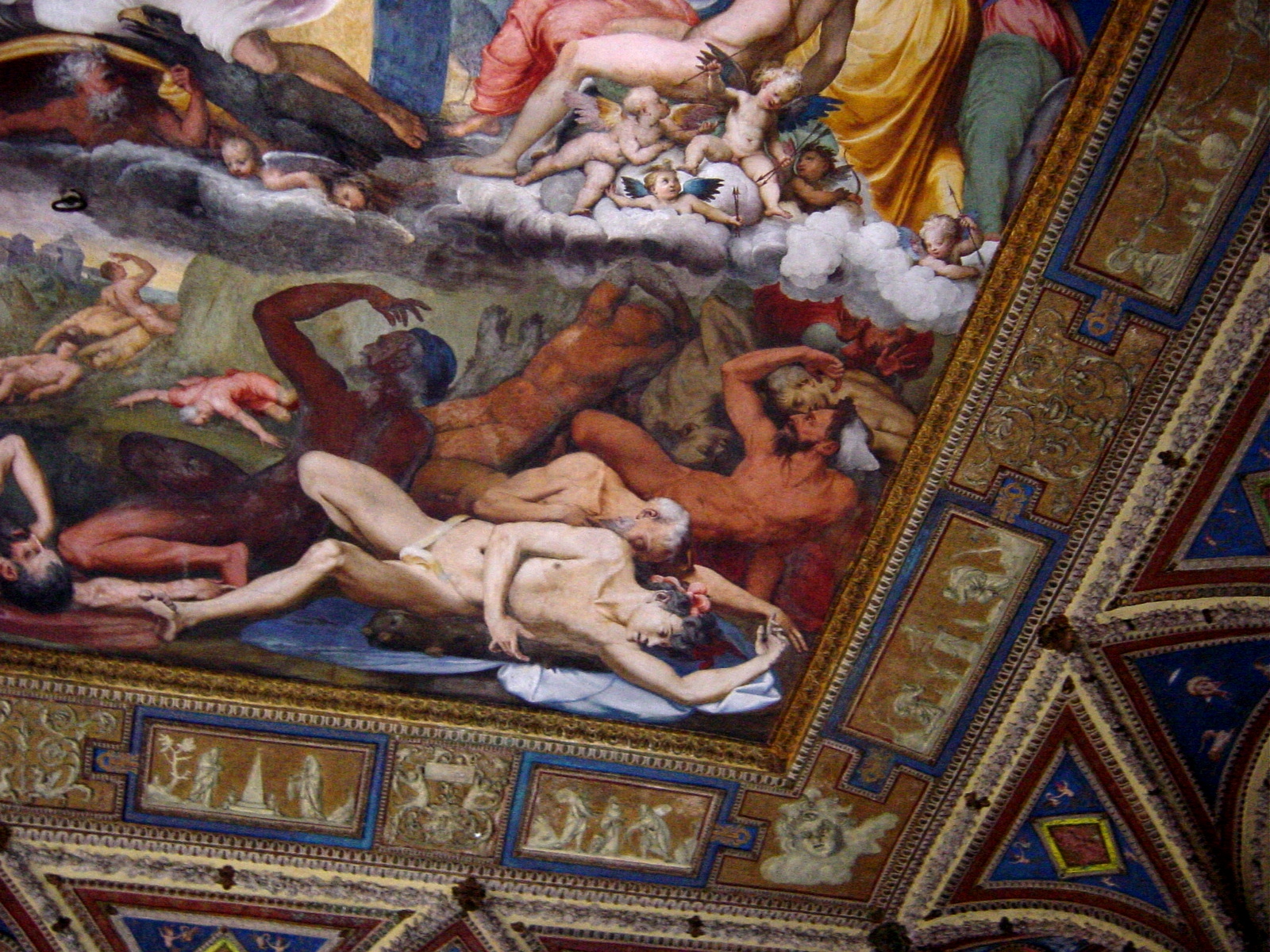
Перино дель Вага. Свержение гигантов. Деталь фрески
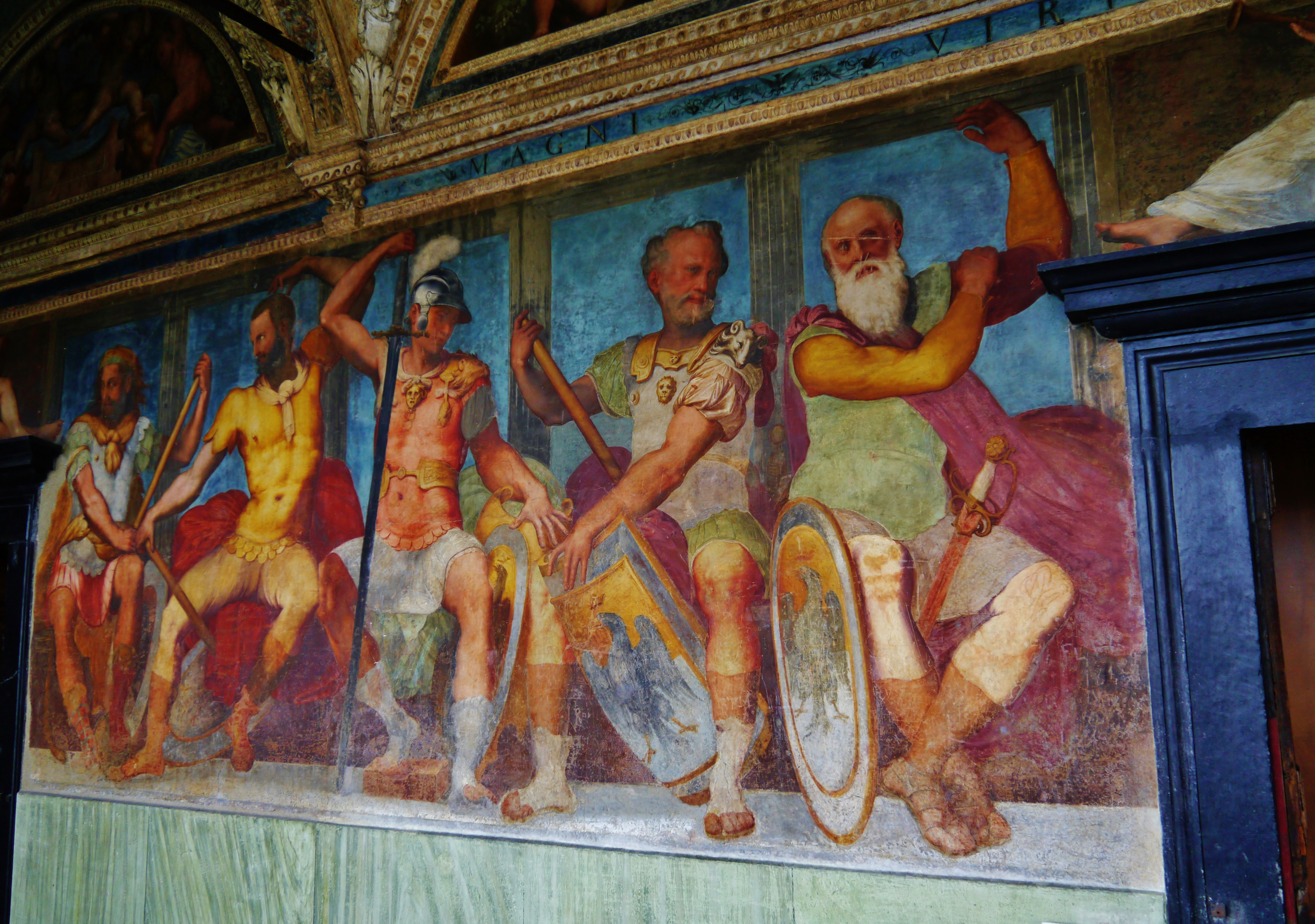
Перино дель Вага. Лоджия героев. Фреска
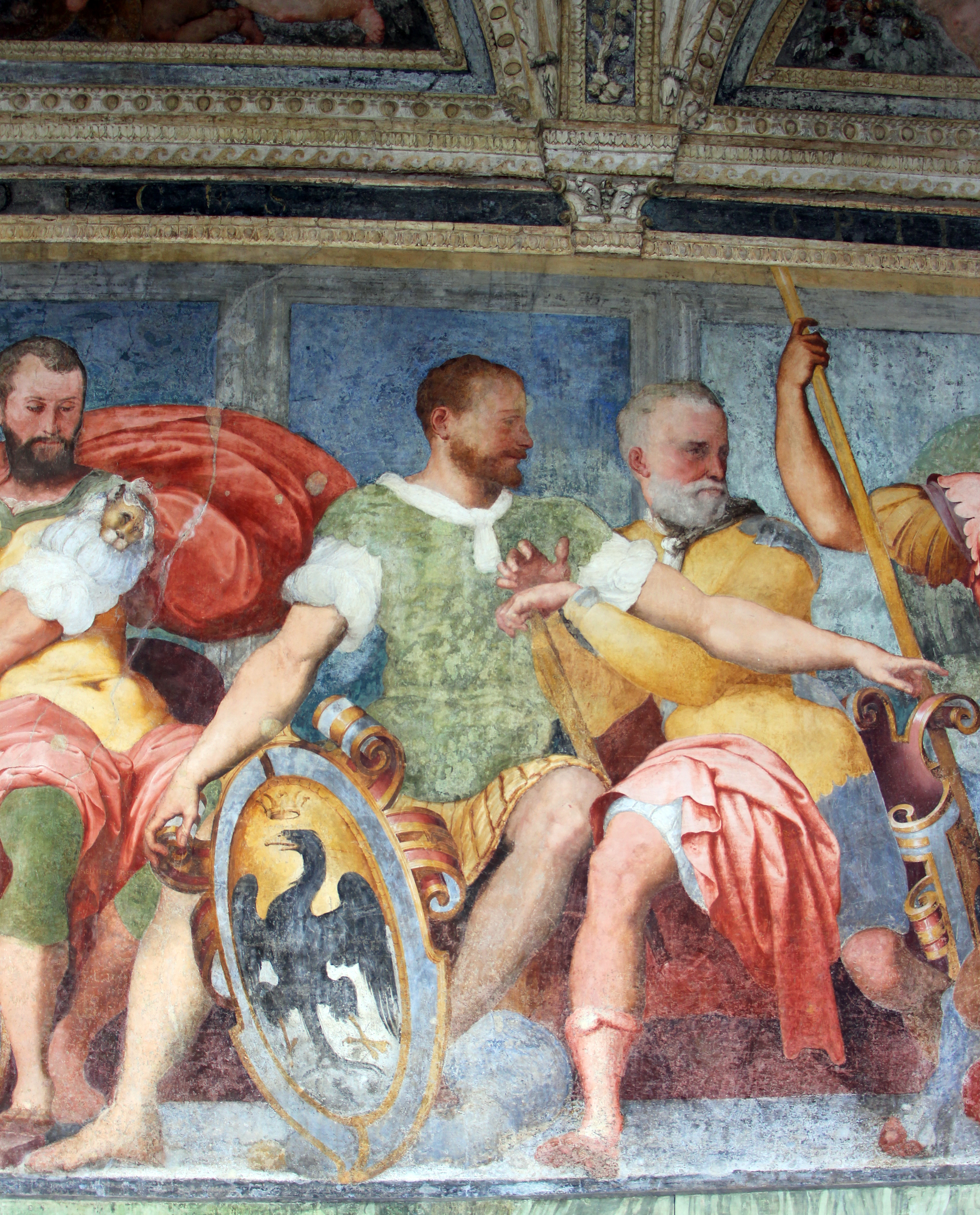
Лоджия героев. Деталь
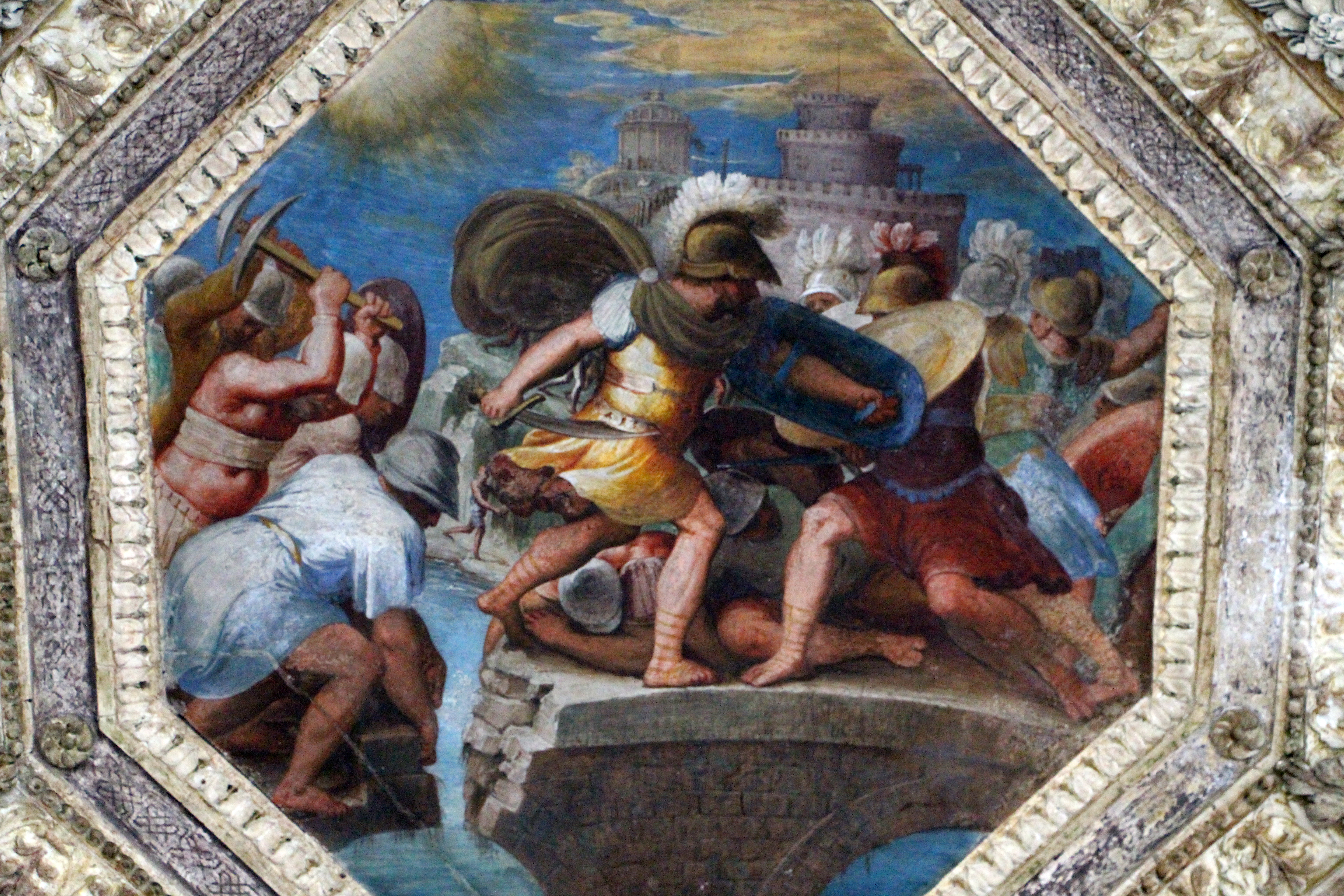
Лоджия героев. Деталь плафона
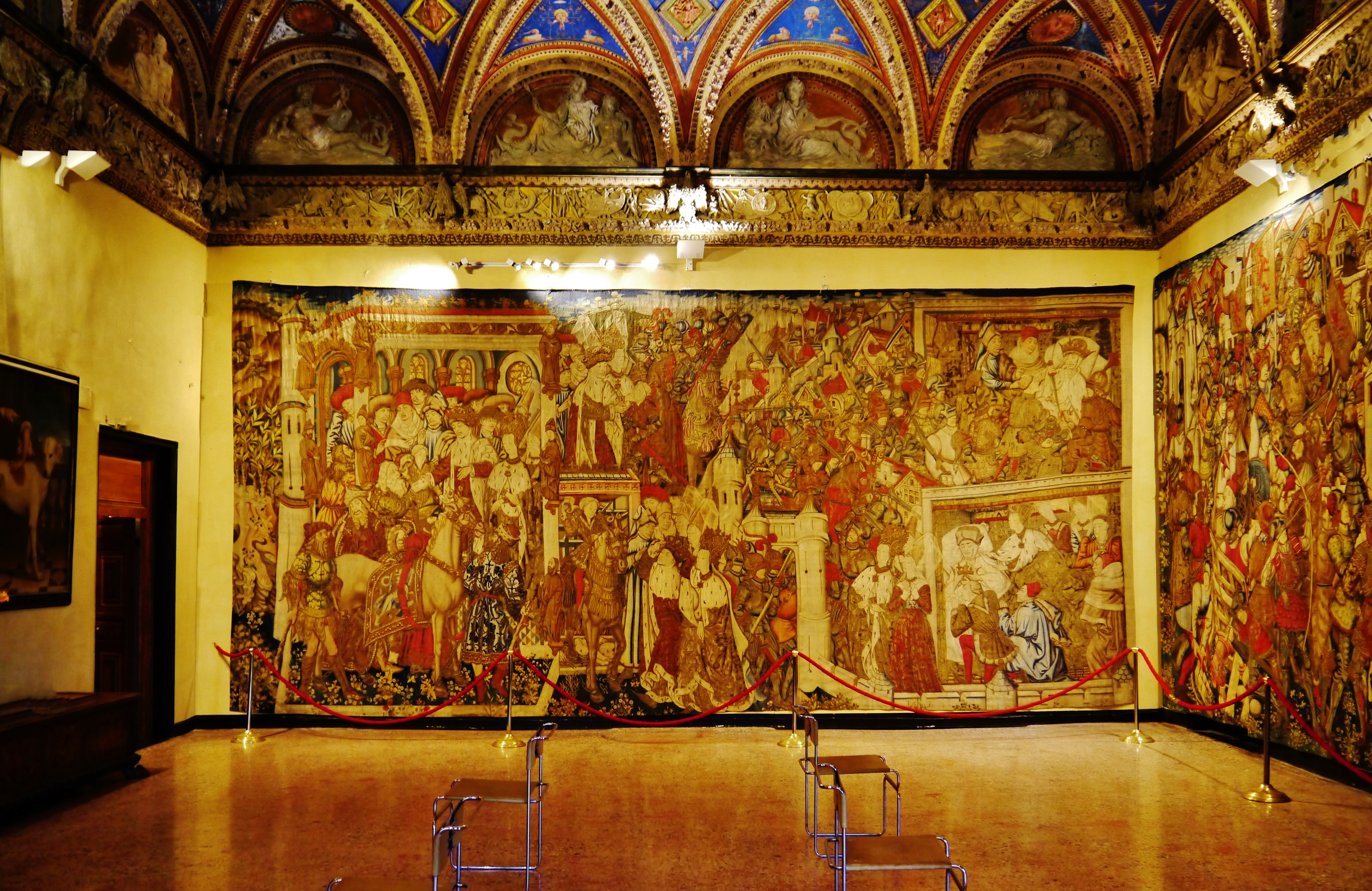
Зал гигантов. Шпалеры
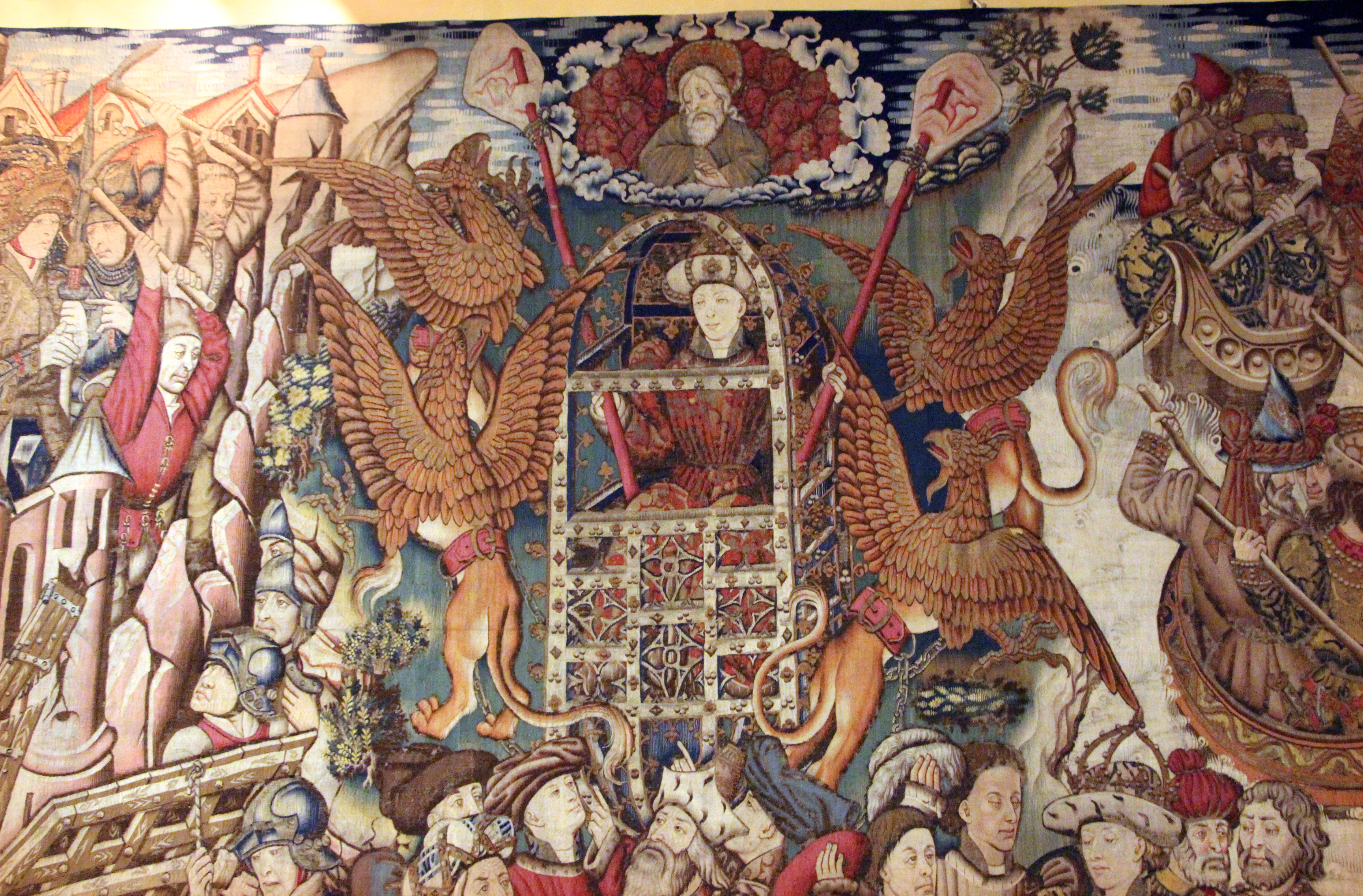
Шпалера «Полёт Александра Македонского на небо». Ок. 1460. Ареццо